# Eurya cavinervis
Eurya cavinervis är en tvåhjärtbladig växtart som beskrevs av Vesque. Eurya cavinervis ingår i släktet Eurya och familjen Pentaphylacaceae. Utöver nominatformen finns också underarten E. c. laevis.